# Hegyi gumifa
A hegyi gumifa (Eucalyptus dalrympleana) a mirtuszvirágúak (Myrtales) rendjébe és a mirtuszfélék (Myrtaceae) családjába tartozó faj.

## Előfordulása
A hegyi gumifa Ausztrália délkeleti részén őshonos. A következő államokban található meg: Queensland, Új-Dél-Wales, Victoria és Tasmania.

## Megjelenése
Ez az örökzöld fa akár 50 méter magasra is megnőhet, ha megfelelő az élőhely, viszont ha szegény a talaj, akkor jóval alacsonyabb növésű marad. Kérge sima, és a lazacrózsaszínűtől a világos barnáig változó. Időnként a régi kéreg lehámlik, feltárva a friss, tiszta fehér kérget. Fehér virágai, virágzatokba tömörültek; nyáron sok méz nyerhető belőlük.

## Termesztése
A hegyi gumifa alkalmas a termesztésre, csak a fagytól kell megóvni. Elnyerte a The Royal Horticultural Society a Royal Horticultural Society Award of Garden Merit, azaz nagyjából Kerti Termesztésre Érdemes Növény Díját.

## Képek

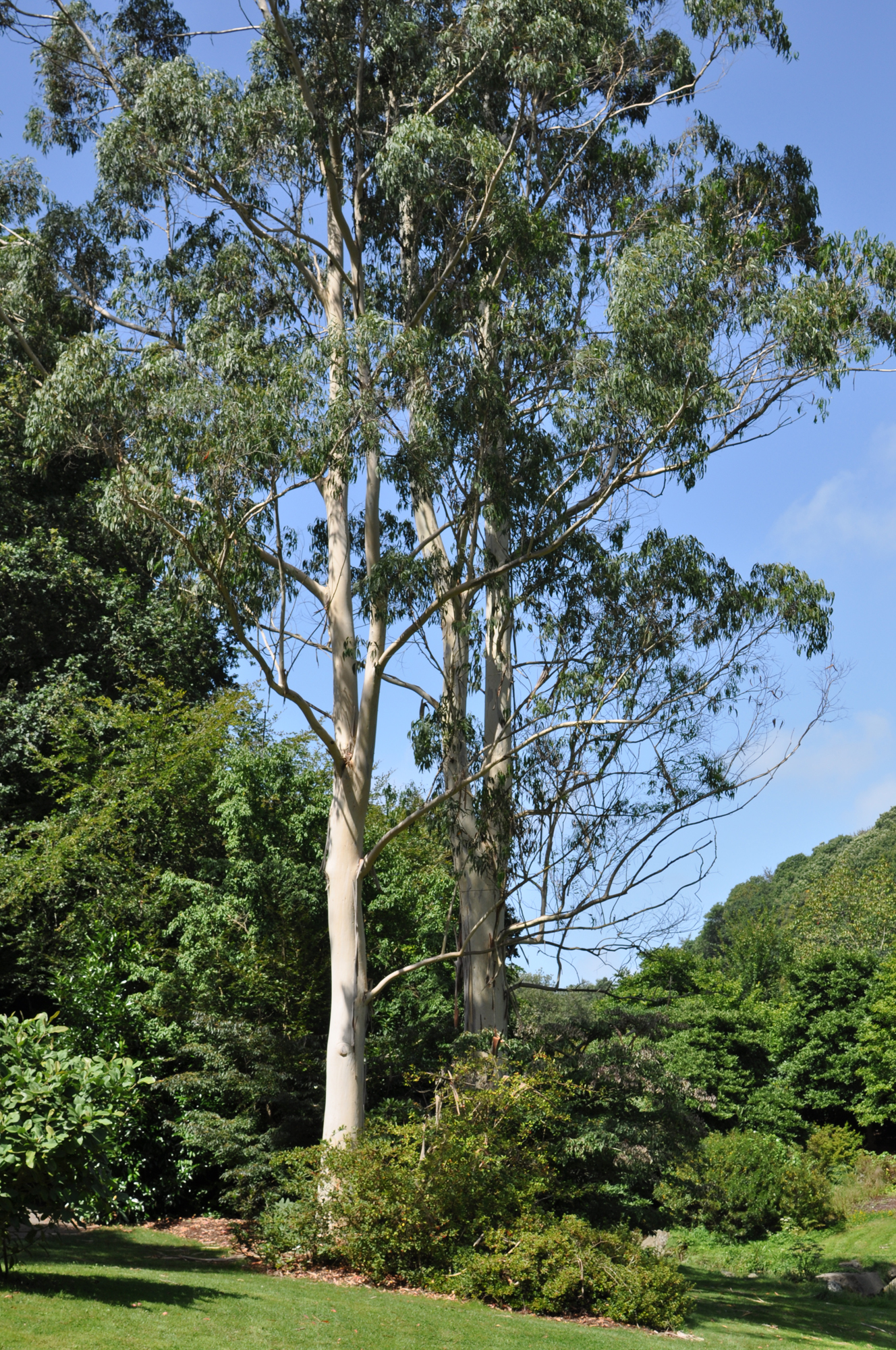
A növény
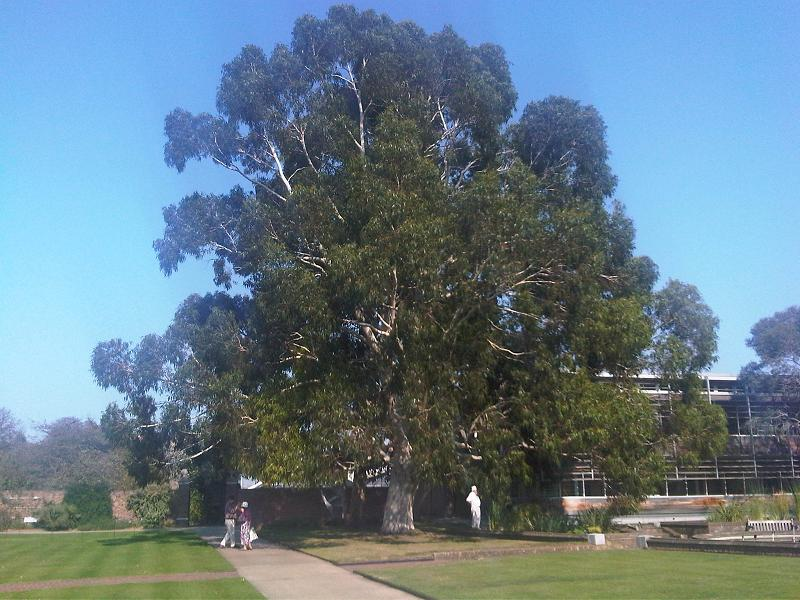
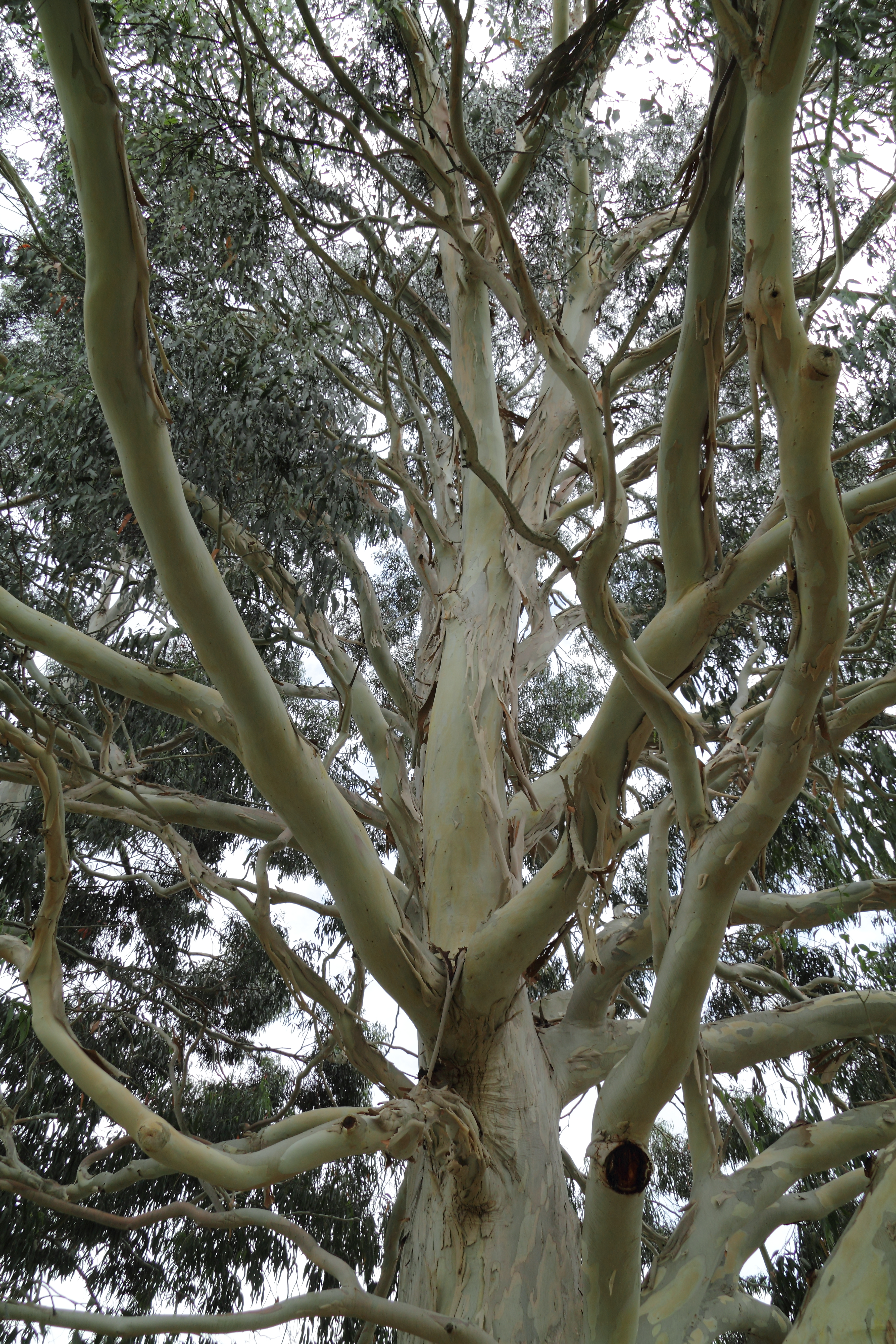
Törzse és ágazata
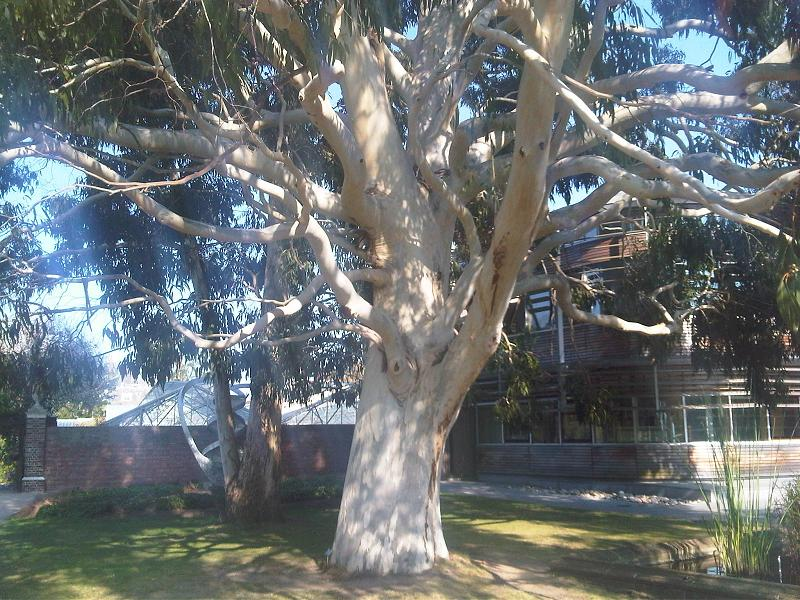
Fehérben „vedlés” után
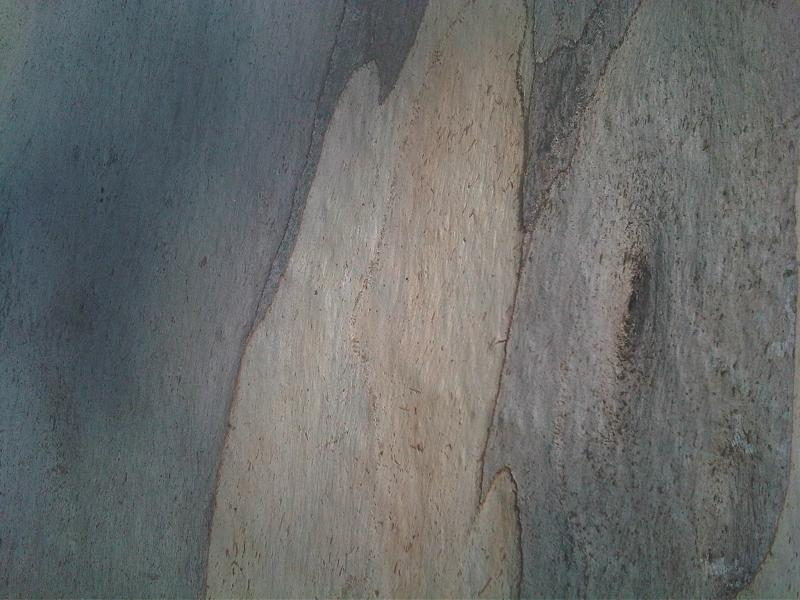
Kérge
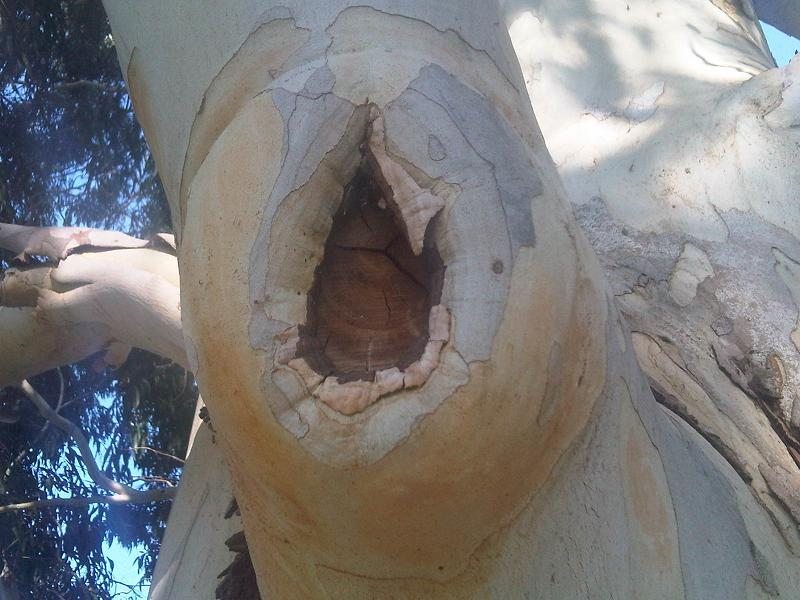
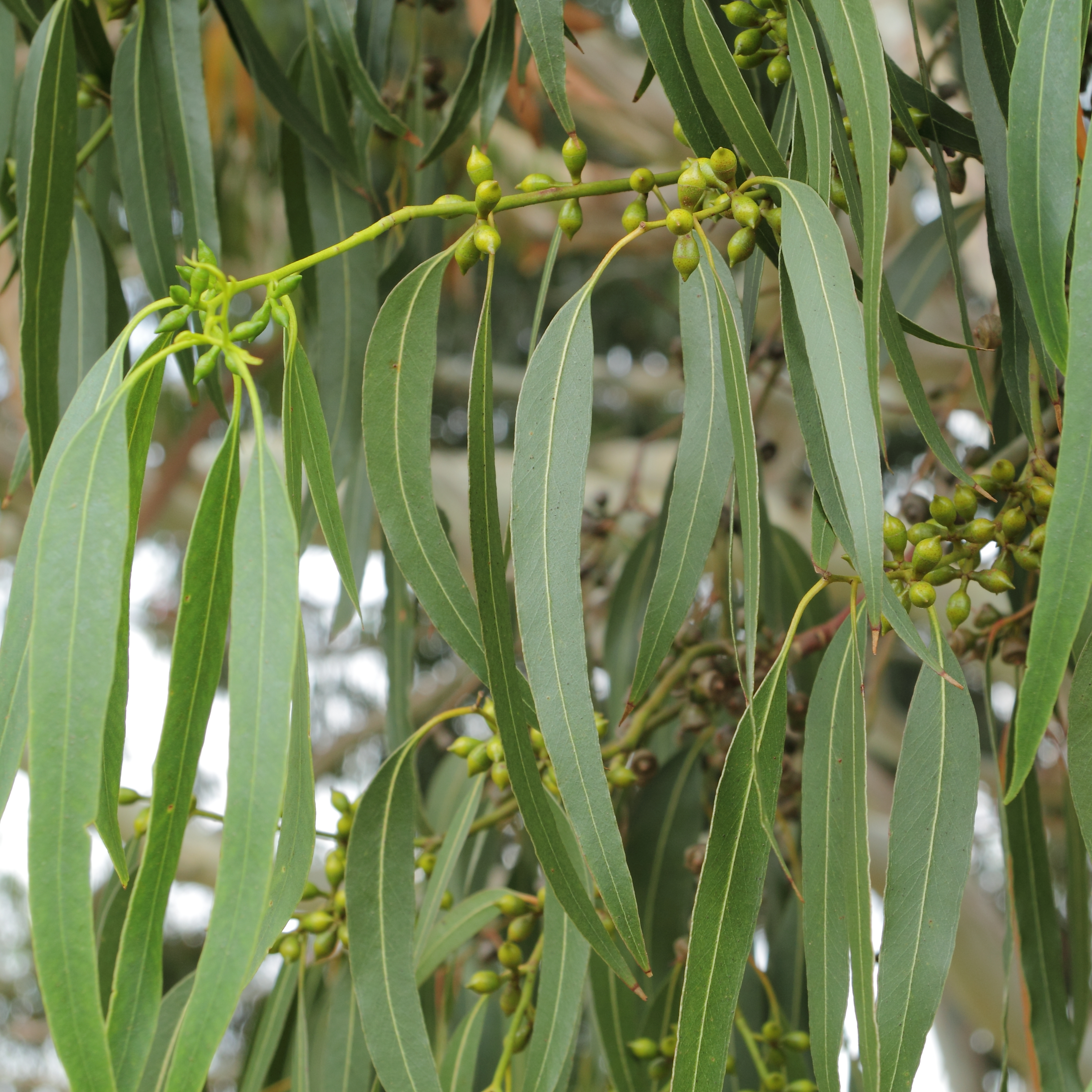
Levelei
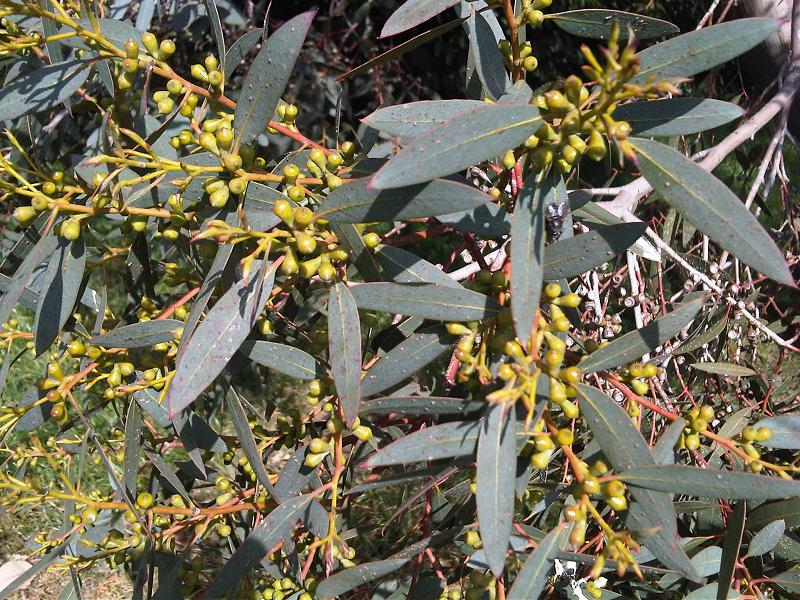
Levelei és termései
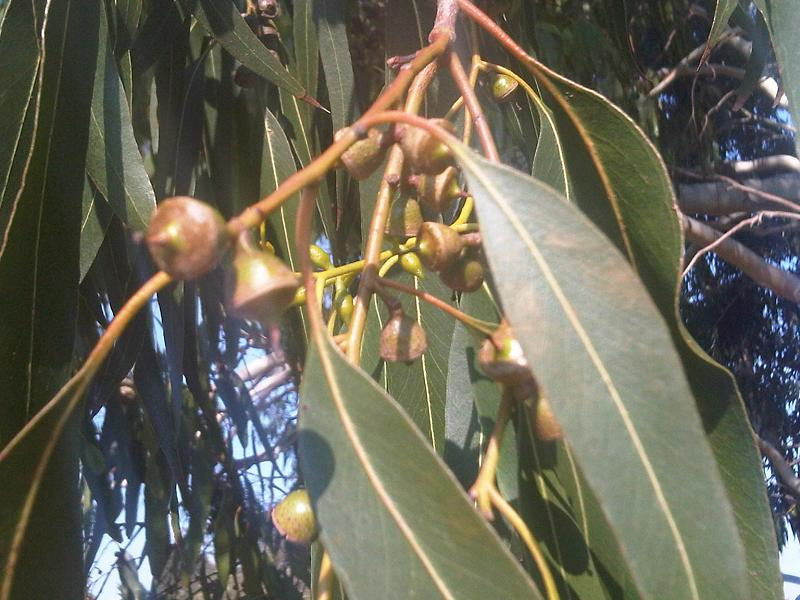
közelről

### Fordítás
- Ez a szócikk részben vagy egészben  az   Eucalyptus dalrympleana című angol Wikipédia-szócikk ezen változatának fordításán alapul.  Az eredeti cikk szerkesztőit annak laptörténete sorolja fel. Ez a jelzés csupán a megfogalmazás eredetét és a szerzői jogokat jelzi, nem szolgál a cikkben szereplő információk forrásmegjelöléseként.